# Championnat de Malte de football 1979-1980
Navigation
Saison précédente Saison suivante
La saison 1979-1980 de First Division Maltaise était la soixante-cinquième édition de la première division maltaise.
Lors de cette saison, le Paola Hibernians FC a tenté de conserver son titre de champion face aux neuf meilleurs clubs maltais lors d'une série de matchs se déroulant sur toute l'année.
Les dix clubs participants au championnat ont été confrontés à deux reprises aux neuf autres.
C'est le La Vallette FC qui a été sacré champion de Malte pour la onzième fois.
Deux places étaient qualificatives pour les compétitions européennes, la troisième place étant celle du vainqueur du Trophée Rothman 1979-1980.

## Qualifications en coupe d'Europe
À l'issue de la saison, le champion a participé au tour préliminaire de la Coupe des clubs champions 1980-1981.
Le vainqueur du Trophée Rothman a pris la place pour la Coupe des coupes 1980-1981.
Le deuxième du championnat a pris la place en Coupe UEFA 1980-1981.

## Les dix clubs participants
| Club                | Stade             | Capacité | Ville      |
| ------------------- | ----------------- | -------- | ---------- |
| Birkirkara-Luxol    | Infetti Ground    | 2 000    | Birkirkara |
| Floriana FC         | -                 | -        | Floriana   |
| Hamrun Spartans     | Victor Tedesco    | 6 000    | Hamrun     |
| Paola Hibernians FC | Hibernians Ground | 8 000    | Paola      |
| Marsa FC            | -                 | -        | Marsa      |
| Qormi FC            | -                 | -        | Qormi      |
| Sliema Wanderers FC | Guze Fava Ground  | 4 000    | Sliema     |
| St. George's FC     | -                 | -        | Bormla     |
| La Vallette FC      | -                 | -        | La Valette |
| Zebbug Rangers FC   | -                 | -        | Zebbug     |

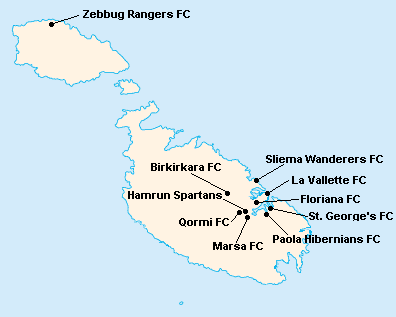
Localisation des clubs engagés dans le championnat.

L'île de Malte étant relativement petite, les clubs évoluent tous au stade National Ta'Qali (17 400 places). Certain cependant ont leur propre enceinte qu'ils peuvent éventuellement utiliser.

## Compétition

### Classement
| Rang | Équipe                      | Pts | J  | G  | N | P  | Bp | Bc | Diff |
| ---- | --------------------------- | --- | -- | -- | - | -- | -- | -- | ---- |
| 1    | La Vallette FC              | 31  | 18 | 14 | 3 | 1  | 59 | 8  | +51  |
| 2    | Sliema Wanderers FC         | 28  | 18 | 13 | 2 | 3  | 47 | 11 | +36  |
| 3    | Floriana FC                 | 28  | 18 | 12 | 4 | 2  | 35 | 6  | +29  |
| 4    | Paola Hibernians FC (T) (C) | 26  | 18 | 11 | 4 | 3  | 46 | 11 | +35  |
| 5    | Hamrun Spartans             | 20  | 18 | 9  | 2 | 7  | 28 | 24 | +4   |
| 6    | Birkirkara FC (P)           | 14  | 18 | 6  | 2 | 10 | 23 | 38 | -15  |
| 7    | Marsa FC                    | 13  | 18 | 6  | 1 | 11 | 14 | 40 | -26  |
| 8    | Zebbug Rangers FC (P)       | 8   | 18 | 2  | 4 | 12 | 9  | 31 | -22  |
| 9    | Qormi FC                    | 7   | 18 | 3  | 1 | 14 | 13 | 65 | -52  |
| 10   | St. George's FC             | 5   | 18 | 1  | 3 | 14 | 9  | 49 | -40  |

| Légende : Qualifications et relégations | Légende : Qualifications et relégations                                                     |
| --------------------------------------- | ------------------------------------------------------------------------------------------- |
|                                         | Coupe des clubs champions 1980-1981 (Tour préliminaire)                                     |
|                                         | Coupe des coupes 1980-1981 (1er Tour)                                                       |
|                                         | Coupe UEFA 1980-1981 (1er Tour)                                                             |
|                                         | Relégation en Second Division Maltaise                                                      |
|                                         | (T) : Tenant du titre 1978-1979 (P) : Promu en 1978-1979 (C) : Vainqueur du Trophée Rothman |

## Bilan de la saison
| Tableau d'Honneur       |                     |
| Compétition             | Vainqueur           |
| First Division Maltaise | La Vallette FC      |
| Trophée Rothman         | Paola Hibernians FC |

| Qualifications européennes 1980-1981 |                     |
| Coupe des clubs champions            | Qualifiés           |
| Tour préliminaire                    | La Vallette FC      |
| Coupe des coupes                     | Qualifiés           |
| 1er tour                             | Paola Hibernians FC |
| Coupe UEFA                           | Qualifiés           |
| 1er tour                             | Sliema Wanderers FC |

| Promotions et relégations            |                                            |
| Relégués en Second Division Maltaise | Zebbug Rangers FC Qormi FC St. George's FC |
| Promus de Second Division Maltaise   | Zurrieq FC                                 |